# 捷克利夫卡 (卡緬涅茨-波多利斯基區)
48°44′2″N 26°27′26″E / 48.73389°N 26.45722°E
捷克利夫卡（烏克蘭語：Теклівка），是烏克蘭的村落，位於該國西部赫梅利尼茨基州，由卡緬涅茨-波多利斯基區負責管轄，面積0.31平方公里，2001年人口47，人口密度每平方公里151.1人。